# Melinis
Melinis és un gènere de plantes de la família de les poàcies, ordre de les poals, subclasse de les commelínides, classe de les liliòpsides, divisió dels magnoliofitins.

## Taxonomia
- M. minutiflora P. Beauv.

(vegeu-ne una relació més exhaustiva a Wikispecies)

## Sinònims
(Els gèneres marcats amb un asterisc (*) són sinònims probables)
*Mildbraediochloa Butzin, 
Monachyron Parl., 
Rhynchelythrum Nees, orth. var., 
*Rhynchelytrum Nees, 
Suardia Schrank, 
Tristegis Nees, nom. inval.